# Nemszimmetrikus gravitációelmélet
Az elméleti fizikában John Moffat nemszimmetrikus gravitációs elmélete (nonsymmetric gravitation theory|nonsymmetric gravitation theory, NGT) a gravitációnak egy klasszikus elmélete, mely magyarázattal próbál szolgálni a sötét anyag rejtélyére.
Az általános relativitáselméletben a gravitációs mezőt egy szimmetrikus másodrendű tenzor, a metrikus tenzor határozza meg. Annak a lehetősége, hogy a metrikus tenzort általánosítsuk, többekben, így egyebek között Einsteinben is felmerült. Egy általános (nemszimmetrikus) tenzor mindig felbontható egy szimmetrikus és egy antiszimmetrikus részre. Mivel az elektromágneses tér egy antiszimmetrikus másodrendű tenzorral jellemezhető, felmerül egy nyilvánvaló lehetőség egy egyesített térelmélet létrehozására: ez egy nemszimmetrikus tenzorból állna, melynek a szimmetrikus része a gravitációt, az antiszimmetrikus része pedig az elektromágnesességet írná le. Sajnos az ez irányú kutatás végeredményben kudarccal végződött: a keresett klasszikus egyesített térelmélet felfedezése nem történt meg.
1979-ben Moffat felismerte, hogy nem szükségszerű, hogy az általánosított metrikus tenzor antiszimmetrikus része az elektromágneses teret írja le; jellemezhet e helyett egy új, hipotetikus erőhatást. Később, 1995-ben Moffat észrevette, hogy az antiszimmetrikus tenzor jellemezte tér nyugalmi tömege nem szükséges, hogy nulla legyen, mint az elektromágneses (vagy gravitációs) tér esetén.
Lehetséges, hogy az elmélet eredeti formájában nem stabil, bár ezt csak a linearizált verzió esetére igazolták.
A gyenge terek esetére érvényes közelítés esetén, mikoris a mezők közötti kölcsönhatást nem vesszük figyelembe, az eredményül kapott elméletet jellemzi egy szimmetrikus másodrendű tenzormező (a gravitáció), egy antiszimmetrikus tenzormező, és egy konstans, mely az antiszimmetrikus mező tömegét írja le. Az antiszimmetrikus mező kielégíti a tömeggel rendelkező antiszimmetrikus tenzormezőkre érvényes Maxwell-Proca egyenleteket. Ez vezette Moffat-ot arra, hogy publikálja a metrikus-antiszimmetrikus-tenzor gravitációt (Metric Skew Tensor Gravity, MSTG), melyben szerepel egy antiszimmetrikus tenzormező a gravitáció hatásfüggvényében.
Az MSTG újabb verziója, melyben az antiszimmetrikus tenzormezőt felváltja egy vektormező, skalár-tenzor-vektor gravitáció (scalar-tensor-vector gravity, STVG) néven ismert.
Az STVG, mint Milgrom módosított newtoni dinamikája (MOND), magyarázatot tud nyújtani a galaxisok rendellenes forgására.

## Fordítás
- Ez a szócikk részben vagy egészben  a   Nonsymmetric gravitational theory című angol Wikipédia-szócikk fordításán alapul.  Az eredeti cikk szerkesztőit annak laptörténete sorolja fel. Ez a jelzés csupán a megfogalmazás eredetét és a szerzői jogokat jelzi, nem szolgál a cikkben szereplő információk forrásmegjelöléseként.